# When You Believe
When You Believe е песен, написана и композирана от Стивън Шварц за анимационния филм на Dream Works – „Принцът на Египет“ (1998). Изпълнители на песента са американските певици Уитни Хюстън и Марая Кери. When You Believe е наградена с Оскар за най-добра песен през 1999.

## Видео
Видеоклипът е заснет през 1998 в Бруклинската музикална академия. В него двете певици изпълняват песента, облечени в елегантни черни рокли пред публика, на сцена, чиито декори са кадри от филма. Присъстват и черно-бели записи от личния архив на изпълнителките.